# Кидд, Джейсон
Дже́йсон Фре́дерик Ки́дд (англ. Jason Frederick Kidd; род. 23 марта 1973 года, Сан-Франциско, штат Калифорния, США) — американский профессиональный баскетболист и тренер, выступавший за различные команды Национальной баскетбольной ассоциации (НБА). С 2014 по 2018 год работал главным тренером команды НБА «Милуоки Бакс». С 2021 года — главный тренер «Даллас Маверикс». Член Зала славы баскетбола с 2018 года.
Был выбран вторым номером на драфте 1994 года командой «Даллас Маверикс». За карьеру выступал за четыре команды: «Даллас Маверикс» (1994—1996; 2008—2012); «Финикс Санз» (1996—2001) и «Нью-Джерси Нетс» (2001—2008); «Нью-Йорк Никс» (2012—2013). За всё время выступления в НБА сделал 107 трипл-даблов в регулярном сезоне, что является третьим лучшим результатом в истории НБА, и 11 трипл-даблов в играх плей-офф. 10 раз принимал участие в матчах всех звёзд, 5 раз выбирался в первую символическую команду НБА, 4 раза был выбран в первую символическую команду защиты. Двукратный олимпийский чемпион (2000 и 2008 годов), трёхкратный чемпион Америки (1999, 2003 и 2007 годов) в составе сборной США. Чемпион НБА 2011 года.
После завершения карьеры игрока в 2013 году, Кидд стал главным тренером команды «Бруклин Нетс», подписав трехлетний контракт. В первом сезоне под руководством Джейсона «Нетс» вышли в полуфинал конференции, уступив в пяти матчах ведомым Леброном Джеймсом «Майами Хит». После сезона 2013/14 у тренера возникли разногласия с руководством клуба и Кидд был обменян в «Милуоки Бакс».

## Ранние годы
Кидд родился в Сан-Франциско, Калифорния и был старшим среди шести детей Стива и Энн Кидд. Его отец был афроамериканцем, а мать — потомком ирландских иммигрантов. Детство провёл в Окленд-Хилс, богатом районе Окленда. Джейсон учился в школе St. Paschal Baylon в Окленд-Хилс. Он часто приходил поиграть в баскетбол на общественных площадках, где одним из его соперников был будущая звезда НБА Гэри Пэйтон. Кидд также хорошо играл в футбол и занимался другими видами спорта.

### Старшая школа
В старшей школе St. Joseph Notre Dame (Аламида, Калифорния,) под руководством тренера Фрэнка Лапорте, Кидд привёл свою команду «Пайлотс» к чемпионским титулам. Сам же Джейсон в среднем за игру набирая по 25 очков и делая 10 передач, 7 подборов и 7 перехватов. За свои достижения он был удостоен множества наград и почестей, включая награду Нейсмита как игрок года среди школьников и был назван игроком года журналами PARADE и USA Today. За время выступления в школе Кидд установил рекорд по количеству передач — 1155, а также стал седьмым по количеству забитых очков — 2661 за что был назван игроком года в Калифорнии и включён во всеамериканскую сборную McDonald’s.
По окончании обучения в школе ему поступило большое количество предложений от разных университетов, но он решил остаться в родном штате и поступить в Калифорнийский университет в Беркли, где была слабая баскетбольная команда, которая с 1960 года не становилась чемпионом конференции. Своё решение он объяснил тем, что хотел остаться в родном штате, чтобы его родители могли приходить на его игры, как это они делали когда он учился в школе.

### Калифорнийский университет в Беркли

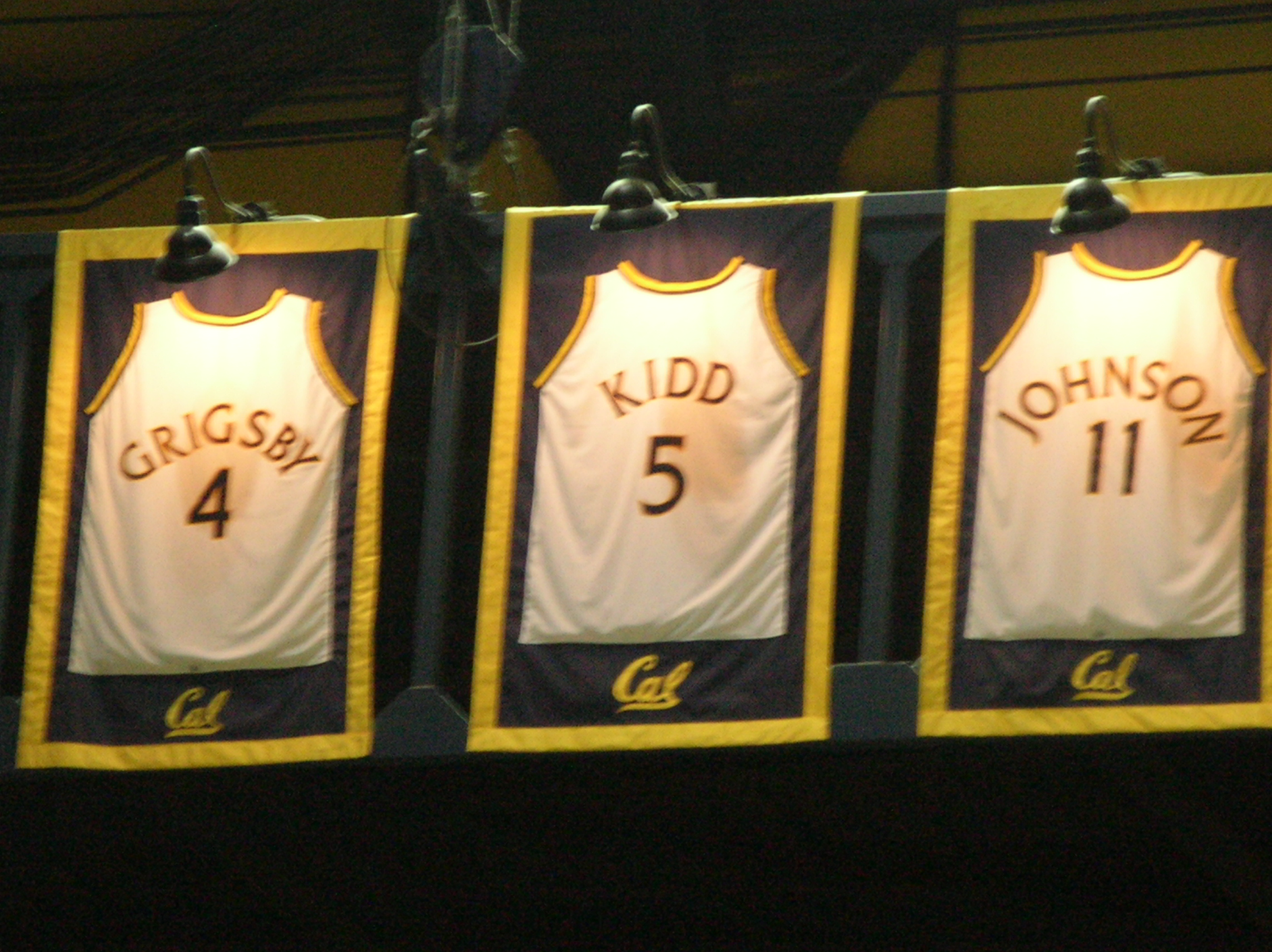
Майка Кидда с номером 5, вывешенная под крышей «Хаас-павильона»

Во время своего первого сезона в Калифорнии Кидд в среднем набирал за игру по 13 очков и делал 7,7 передачи и 3,8 перехвата, что позволило ему попасть в команду новичков конференции Pac-10. В дебютном сезоне он установив рекорд NCAA по количеству перехватов, сделанных новичком — 110, а также установил рекорд университета по количеству передач за сезон — 222. До его прихода в команду, «Голден Беарс» окончили сезон с результатом 10-18, став девятыми в конференции, а с ним в команде «Медведи» заняли второе место в конференции с результатом 21-9. В играх плей-офф «Голден Беарс» обыграли университет штата Луизиана, действующего победителя турнира университет Дьюка и дошли до регионального полуфинала «Sweet 16», где уступили Канзасскому университету. В игре против Луизианы победу калифорнийской команде принёс точный бросок Кидда на последних секундах матча, а в игре против Дьюка успешные действия на последних секундах, когда Джейсон сумел подобрать мяч, выходивший в аут, а после забить, заработав ещё и штрафной бросок.
В сезоне 1993/94 Кидд продолжил улучшать свои показатели, набирая в среднем за игру по 16,7 очка и делая 6,9 подбора, 3,1 перехвата и 9,1 передачи, побив свой предыдущий рекорд по передачам. За сезон он сделал 272 передачи, став лидером по этому показателю в чемпионате. Он был выбран в первую всеамериканскую команду (впервые для университета Калифорнии с 1968 года) и назван игроком года конференции Pac-10, став первым в истории второгодкой, получившим этот приз. Его команда закончила сезон с результатом 22-8, однако в плей-офф вылетела уже в первом раунде, проиграв университету Висконсина в Грин-Бей. Кидд был назван финалистом премий Нейсмита и Вудена, что дало ему право участвовать в драфте НБА 1994 года.
В средствах массовой информации Калифорнии о нём написали, что всего за 2 года в университете он сделал огромный вклад в развитие баскетбольной программы «Голден Беарс». За его заслуги 14 февраля 2004 года команда закрепила за ним номер 5, который был вывешен под крышу «Хаас-павильона», где проводят домашние игры «Медведи».

## Карьера в НБА

### Даллас Маверикс (1994—1996)
29 июня 1994 года на драфте НБА Кидд был выбран командой «Даллас Маверикс» под вторым номером. Перед ним был выбран только Гленн Робинсон из Университета Пердью клубом «Милуоки Бакс». В своём первом сезоне Кидд в среднем за игру набирал по 11,7 очка и делал 5,4 подбора и 7,7 передачи и стал лидером НБА по количеству трипл-даблов и первым в истории новичком, попавшим в топ 10 в двух статистических категориях (10 по передачам и 7 по перехватам). За свои достижения он разделил награду Новичок года НБА вместе с Грантом Хиллом, который был выбран на драфте под третьим номером клубом «Детройт Пистонс». До прихода Джейсона в команду «Маверикс» окончили сезон со вторым худшим результатом в истории 13-69, а после его прихода смогла одержать на 23 победы больше и стала самой прогрессирующей в НБА. Кидд также был выбран в стартовый состав для участия в матче всех звёзд НБА 1996 года. Кидд вместе с Джамалом Машберном и Джимом Джексоном сформировали тройку, которую стали называть «3 Джей» (Three J’s).
Болельщики и пресса ожидали, что в следующем сезоне команда прервёт свою пятилетнюю череду непопадания в плей-офф, однако «Маверикс» неудачно начали новый сезон. Центровой команды Рой Тарпли был отстранён от игр за употребление наркотиков, а Дональд Ходж был арестован за хранение марихуаны. Один из лидеров команды Машберн получил травму и был вынужден пропустить большую часть сезона. Клуб окончил сезон с результатом 25-56 и опять не попал в плей-офф. Кидд часто жаловался что Джексон ведёт себя на площадке эгоистично и практически перестал с ним общаться вне игровой площадки. Джейсон стал одним из самых популярных игроков у болельщиков и в опросе газеты Fort Worth Star-Telegram он был назван вторым в списке самых популярных спортсменов Далласа, уступив только футболисту Трою Эйкману. Несмотря на неудачный сезон в командном плане показатели Кидда продолжала улучшаться. Он в среднем за игру набирал по 16,6 очка и стал вторым в лиге по передачам. Он был выбран для участия в матче всех звёзд НБА, где сделал 10 передач, 7 подборов, 2 перехвата и набрал 7 очков.
В межсезонье у «Маверикс» сменился хозяин, который поменял главного тренера. У Кидда не сложились отношения с Джимом Клеменсоном. Из-за разногласий между Джейсоном и Джексоном, он попросил руководство клуба, чтобы или его или Джексона обменяли в другую команду. Отношения между Киддом и Джексоном испортились после того, как он должен был пойти на свидание с певицей Тони Брэкстон, однако она пошла на встречу с Джексоном. Позже Джейсон отрицал это. В декабре 1996 года Джейсон Кидд, Тони Думас и Лорен Майер были обменяны в «Финикс Санз» на Сэма Касселла, Эй Си Грина и Майкла Финли.

### Финикс Санз (1996—2001)
В «Санз» считали, что вокруг Кидда можно будет построить хорошую команду. По словам тренера Дэнни Эйнджа, если Кидд продолжит прогрессировать в том же духе, через два года он станет суперзвездой.

### Нью-Джерси Нетс (2001—2008)

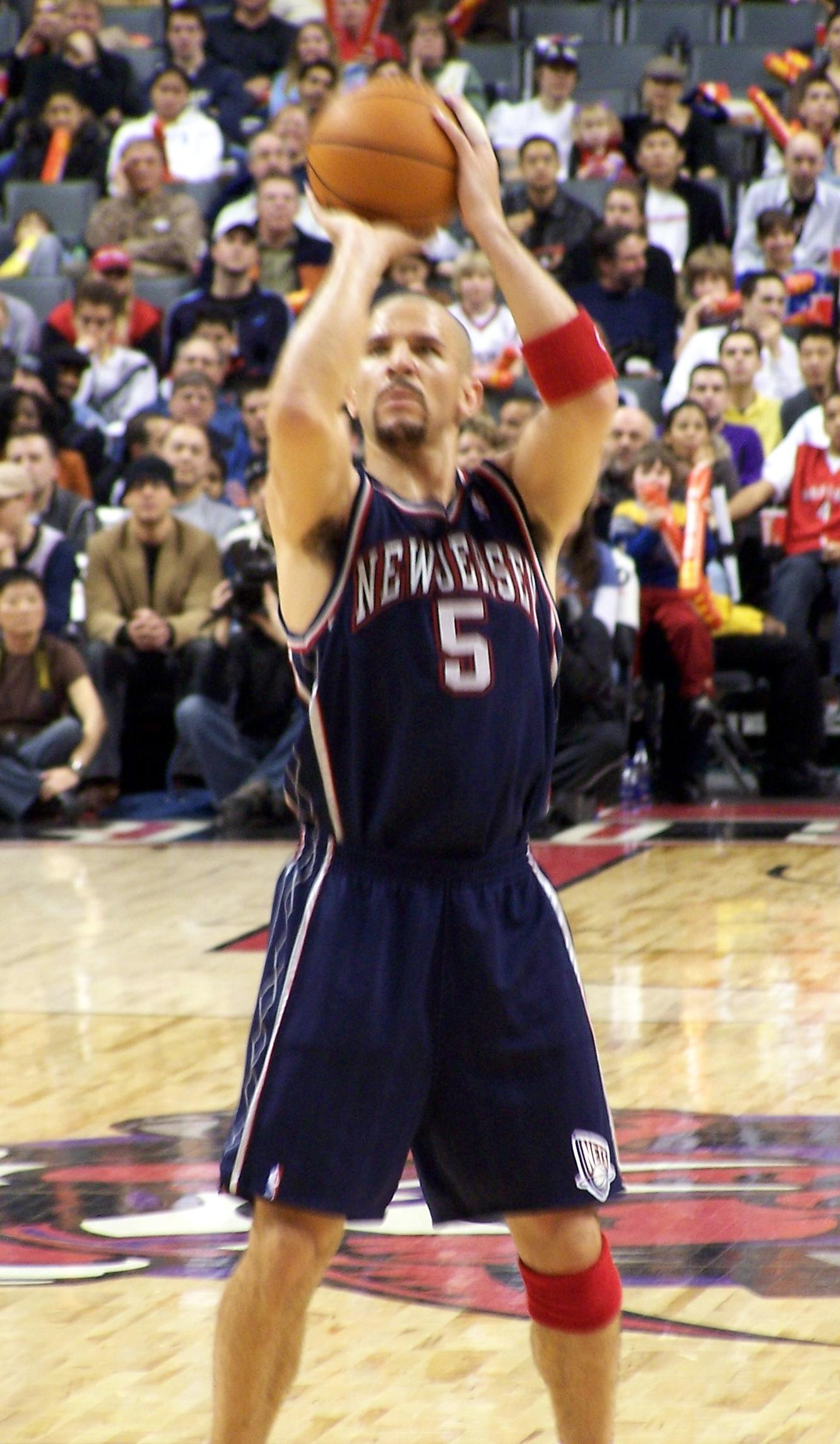
Кидд в составе «Нью-Джерси Нетс»

В сезоне 2001/02 Кидд привел свою новую команду к результату 52-30 в сезоне и стал одним из самых ценных игроков лиги, уступив лишь МВП сезону Тиму Данкану. Многие считали, что именно Кидд был достоин стать МВП в этом году за его вклад в трансформацию команды из одного из аутсайдеров в претендентов на чемпионские перстни. Под руководством Кидда молодые «Нетс» завоевали титул чемпиона Восточной конференции и, впервые в истории клуба, вышли в финал НБА. В финале «Нетс» проиграли в четырёх играх «Лос-Анджелес Лейкерс» под руководством Шакила О’Нила и Коби Брайанта. В следующем сезоне команда смогла одержать 49 побед и опять дойти до финала. Однако в финале опять проиграли, на этот раз «Сан-Антонио Спёрс» в шести играх. Сезон 2002/03 стал самым результативным в карьере Кидда — 18,7 очка за игру, а также он стал лидером чемпионата по передачам — 8,9 за игру.
1 июля 2004 года Кидд перенес операцию на травмированном колене. На площадку Кидд смог выйти только в декабре, а его место в стартовой площадке занимал молодой защитник Винс Картер. Сыграв удачно в конце чемпионата Нетс смогли зацепиться за восьмое место в конференции и выйти в плей-офф. Однакой уже в первом раунде проиграли в четырёх играх Майами Хит.
В сезоне 2005/06 Кидд в среднем набирал по 13,3 очка, делал 7,3 подбора и 8,4 передачи за игру. 1 февраля 2007 года он был назван одним из запасных на матч всех звёзд НБА. Однако он не смог участвовать в игре из-за боли в спине и был заменён Джо Джонсоном.
7 апреля 2007 года Кидд и Картер сделали в одной игре по трипл-даблу и повторили достижение, сделанное Майклом Джорданом и Скотти Пиппеном в 1989 году. Кидд набрал 10 очков и сделал 16 подборов и 18 передач. 27 апреля 2007 года Джейсон сделал 10-й в играх плей-офф трипл-дабл в карьере в игре против «Торонто Рэпторс» и сравнялся по этому показателю с Ларри Бёрдом. В первом раунде плей-офф Кидд в среднем набирал по 14 очков и делал 13,2 передачи, 10 подборов и 2 перехвата, а его команда обыграла «Рэпторс» в шести играх. В третьей игре второго раунда Кидд сделал 11-й трипл-дабл, забив 23 очка и сделав 14 передач и 13 подборов и вышел на второе место по этому показателю. За 12 игр плей-офф он в среднем набирал по 14,6 очка и делал 10,9 передачи и 10,9 подбора, став вторым игроком в истории НБА, в среднем набиравшим трипл-дабл в играх плей-офф.
В сезоне 2007/08 Кидд стал третьим игроком, сумевшим сделать трипл-дабл три игры подряд начиная с 1989 года. Это достижение стало возможным, после того, как он сделал 97-й трипл-дабл в карьере в игре против «Шарлотт Бобкэтс». Джейсон был выбран болельщиками для участия в матче всех звёзд НБА.
После этого сезона стали ходить слухи, что он перейдет в другую команду. Одним из вариантов были «Лос-Анджелес Лейкерс», однако сделка не состоялась, так как «Лейкерс» не захотели отдавать своего молодого центрового Эндрю Байнума. 28 января 2008 года Кидд подтвердил, что его агент ведет переговоры с «Нетс» о переходе в другую команду. 19 февраля 2008 года Кидд был обменян в команду, где он начинал свою карьеру — «Даллас Маверикс».

### Возвращение в Даллас (2008—2012)

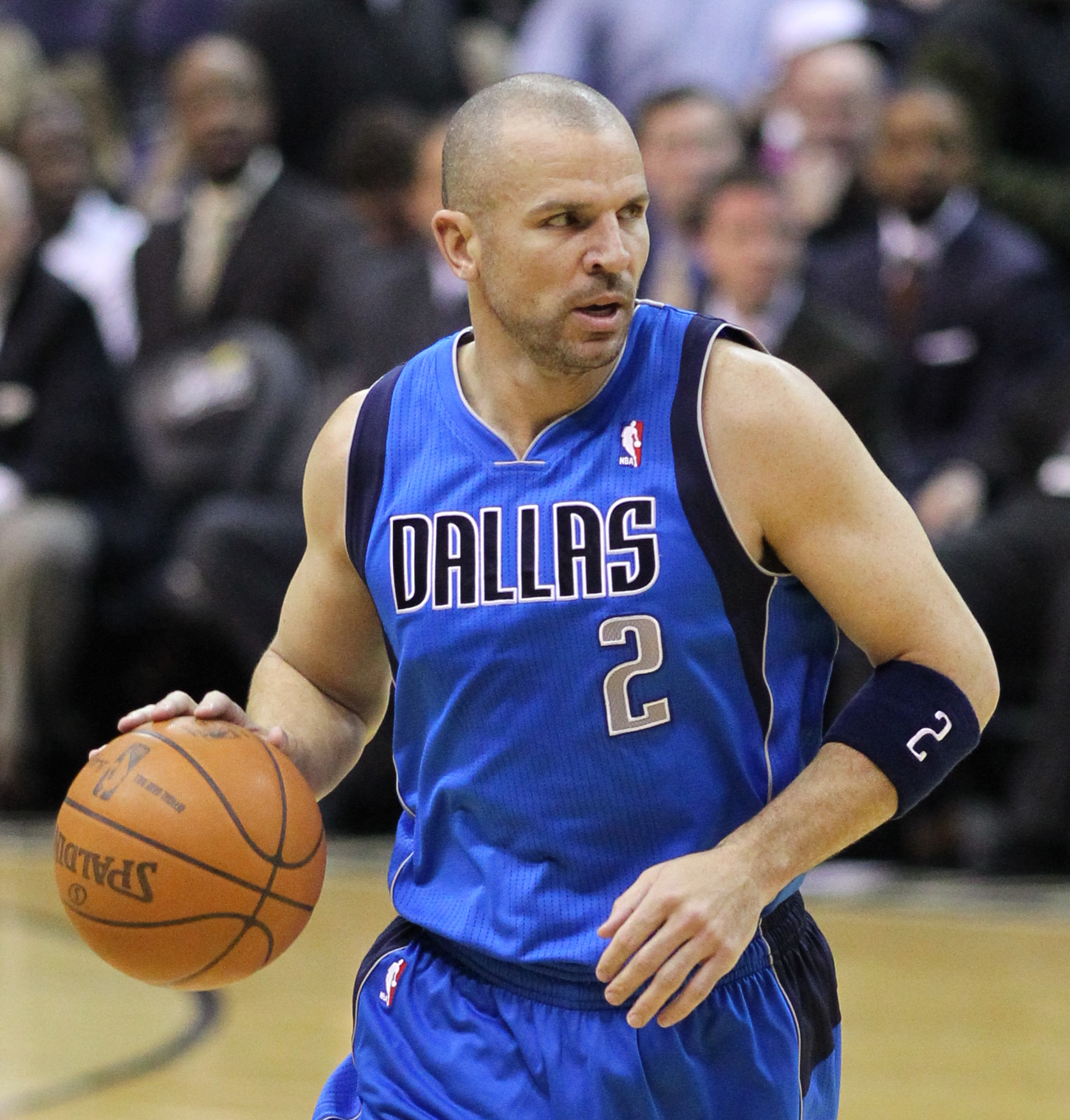
Джейсон Кидд в составе «Даллас Маверикс»

13 февраля 2008 года «Даллас Маверикс» и «Нью-Джерси Нетс» достигли соглашения по которому Кидд и Малик Аллен перешли в Даллас, а Нью-Джерси получили Девина Харриса, Дивина Джорджа, Джерри Стэкхауза, Десагна Диопа, Мориса Эгера, два выбора в первом раунде драфта (в 2008 и 2010 годах) и 3 млн долларов. Однако соглашение сорвалось, когда Джордж отказался от перехода, воспользовавшись правами, заложенными в его контракт. Соглашение было возобновлено, когда Трентон Хасселл согласился заменить Джорджа, а Кит Ван Хорн согласился не уходить на пенсию и заменить Стекхауза. 19 февраля 2008 года Кидд официально перешёл в «Маверикс» вместе с Алленом и Райтом в обмен на Ван Хорна, Харриса, Диопа, Хасселла, Эгера. Даллас также выплатил 3 млн долларов и передал два выбора в первом раунде на драфтах 2008 и 2010 годов. Сезон 2007/08 Маверикс завершили с результатом 51-31 и вышли в плей-офф, где проиграли в первом раунде «Нью-Орлеан Хорнетс» 4-1.
5 июля 2009 года Кидд устно подтвердил, что переподпишет трёхлетний контракт с «Маверикс» по которому он получит 25 млн долларов за 3 года. Джейсон решил остаться в Далласе, несмотря на то, что «Нью-Йорк Никс» также предлагали ему хороший контракт. 11 июня Кидд официально подписал контракт с «Маверикс». В сезоне 2009/10 Кидд в среднем набирал за игру по 10,3 очка и делал 5,6 подбора и 9,1 передачи. «Маверикс» завоевали титул чемпиона дивизиона, однако проиграли в первом раунде плей-офф «Сан-Антонио Спёрс» 4-2.
В сезоне 2010/11 Кидд в среднем за игру набирал 7,9 очка и делал 4,4 подбора и 8,2 передачи. 12 ноября 2010 года Кидд сделал 11 000-ную передачу в карьере. «Маверикс» сумели одержать 57 побед в сезоне и вышли в плей-офф под 3 посеянным номером. В первом раунде плей-офф его клуб обыграл «Портленд Трэйл Блэйзерс» 4-2, во втором раунде всухую победил «Лос-Анджелес Лейкерс» 4-0, а в финале конференции «Оклахома-Сити Тандер». В противостояниях с «Тандер» Кидд был лидером команды по передачам.
«Я думаю, что мое возвращение в „Даллас“ — это ирония судьбы. Там началась моя карьера, там же она и закончилась, хотя я и провел еще один сезон в „Нью-Йорке“.
„Даллас“ сыграл важную роль в моей карьере. Там я понял, что невозможно сразу выиграть титул с молодой и амбициозной командой, а также получил возможность выступать под руководством легендарного тренера Дика Мотты. Лучшего старта нельзя было и пожелать, но мы были слишком молоды» — Джейсон Кидд 

### Нью-Йорк Никс (2012—2013)
5 июля 2012 года Кидд подписал трехлетний контракт с «Нью-Йорк Никс» стоимостью 9 млн долларов. 8 февраля 2013 год Джейсон сделал 12-тысячную передачу в карьере в игре против «Миннесоты Тимбервулвз». 3 июня 2013 года объявил о завершении карьеры игрока.

## Выступления за национальную сборную
Впервые Кидд сыграл за мужскую национальную сборную США по баскетболу после первого сезона в университете Калифорния, где стал единственным новичком, которого взяли в сборную. Команда сыграла 5 игр в Европе из которых в трёх одержала победу. Кидд стал лидером команды по среднему количеству передач за игру (4,0) и перехватам (1,4). Он также в среднем за игру набирал по 8,4 очка и делал 4,2 подбора.
В 1999 году он стал участником квалификационного турнира на летние Олимпийские игры. Его команда ни проиграла ни одного из 10 матчей и получила путёвки на Олимпиаду 2000 года. Кидд в среднем набирал по 7,4 очка и делал 6,8 передачи, 4,4 подбора и 2,7 перехвата за игру и опять стал лидером сборной по передачам и перехватам.
В 2000 году Кидд стал одним из трёх капитанов олимпийской сборной США по баскетболу. Его команда снова не проиграла ни одного матча, завершив Олимпийские игры с результатом 8-0 и выиграла золотые медали. На олимпиаде Джейсон в среднем за игру набирал по 6 очков и делал 5,3 подбора, 4,4 передачи. Результативность его бросков с игры составила 51,6 %, а из-за трёхочковой линии — 50 %.
Кидд был выбран для участия в чемпионате мира по баскетболу 2002 года, однако вынужден был отказаться от участия из-за травмы. В 2003 году он вернулся в команду и принял участие в олимпийском квалификационном турнире в Пуэрто-Рико. Сборная США снова оказалась непобежденной, выиграв 10 игр и привезя домой золотые медали и право участия на олимпиаде 2004 года. Кидд выходил в стартовом составе во всех 10 матчах и в среднем набирал за игру по 3,4 очка и делал по 2,7 подбора и 5,9 передач. От участия в олимпиаде Кидд отказался из-за трамы.
В 2007 году он принял участие в чемпионате Америки по баскетболу. Его команда опять выиграла все 10 поединков и завоевала золотые медали. Кидд стал лидером чемпионата по соотношению передач/потерь — 9,2. С его помощью команда в среднем за игру набирала по 116,7 очков. В 2008 году Кидд во второй раз принял участие в Олимпийских играх, где опять завоевал золотые медали, став 13 американским баскетболистом в истории, завоёвывавшим две золотые олимпийские медали. Сборная была названа «Команда искупления».
Кидд закончил выступления за национальную сборную с результатом 56-0 и завоевал 5 золотых медалей: три чемпионата Америки и 2 олимпийских золота.

## Тренерская карьера

### Бруклин Нетс (2013—2014)
12 июня 2013 года, стало известно о том, что «Бруклин Нетс» назначили на пост главного тренера, недавно завершившего карьеру игрока, Джейсона Кидда. Контракт рассчитан на три года.

### Милуоки Бакс (2014—2018)
1 июля 2014 года «Бруклин Нетс» обменяли Кидда в «Милуоки Бакс» в обмен на два выбора во втором раунде драфтов 2015 и 2019 года. 22 января 2018 года «Бакс» уволили Кидда из-за неудовлетворительного выступления команды. По итогам первой половины сезона клуб показал результат 23-22 и занимал 7 место в Восточной конференции.

### Лос-Анджелес Лейкерс (2019—2021)
31 июля 2019 года Кидд стал ассистентом главного тренера в «Лос-Анджелес Лейкерс». Кидд стал чемпионом НБА во второй раз, когда «Лейкерс» победили «Майами Хит» в 6 матчах в финале НБА 2020 года. Это стало его первым чемпионством в качестве тренера.

### Даллас Маверикс (2021 — настоящее время)
28 июня 2021 года Кидд стал главным тренером «Даллас Маверикс».

## Личная жизнь
В январе 2001 года Кидд был арестован за насилие в семье, за то, что напал на свою жену Джомэну в ярости. Как часть наказания он был вынужден посещать курсы по управлению гневом в течение 6 месяцев. По окончании этого срока он решил продолжать посещать их по собственному желанию. 9 января 2007 года Кидд подал на развод со своей женой, назвав её «чересчур бессердечной». В заявлении он написал, что она одержима ревностью, паранойей и угрозой семейного насилия. 15 февраля 2007 года его жена написала встречный иск, заявив, что Кидд часто избивал её, сломал ей ребро и повредил слух. У пары трое детей: сын Трей Джейсон Кидд (род. 12 октября 1998) и дочери-близнецы Миа Кидд и Джазелль Кидд (род. 26 сентября 2002).
10 сентября 2011 года Джейсон Кидд женился на своей подруге Поршле Колман, с которой встречался в течение длительного времени. У пары трое детей: сын Чэнс Кидд (род. 24 января 2010) и дочери Ноа Грэйс Кидд (род. 6 июня 2012) и Купер Энн Кидд (род. 21 ноября 2017).

## Награды и достижения
НБА
- Чемпион НБА 2010/11 в составе «Даллас Маверикс».
- 10 раз участвовал в матчах всех звёзд НБА: 1996, 1998, 2000, 2001, 2002, 2003, 2004, 2007, 2008, 2010
- 6 раз включался в сборную всех звёзд НБА:
первая пятёрка: 1999, 2000, 2001, 2002, 2004
вторая пятёрка 2003
- 9 раз включался в сборную всех звёзд защиты:
первая пятёрка: 1999, 2001, 2002, 2006
вторая пятёрка: 2000, 2003, 2004, 2005, 2007
- Новичок года НБА: 1995 (разделил вместе с Грантом Хиллом)
- Включён в первую сборную новичков: 1995
- Победители конкурса баскетбольных умений НБА: 2003
- Приз за спортивное поведение НБА (2012, 2013)
- 5 раз становился лидером чемпионата по количеству передач за игру: 1999 (10,8), 2000 (10,1), 2001 (9,8), 2003 (8,9), 2004 (9,2)
- 3 раза становился лидером чемпионата по общему количеству передач: 1999 (539), 2001 (753), 2003 (711)
- Лидер чемпионата по количеству перехватов: 2002 (175)

Университетские
- Премия Нейсмита как лучшему игроку среди старшеклассников: 1992
- Игрок года среди школьников по версии USA Today и PARADE: 1992
- Игрок года конференции Pac-10: 1994
- Включён в первую всеамериканскую сборную во время второго года обучения в университете Беркли
- За ним закреплен номер 5 в университете Калифорнии

Национальная сборная
- Золотая медаль на Олимпийских играх в Сиднее
- Золотая медаль на Олимпийских играх в Пекине
- Золотая медаль на Панамериканских играх: 1999, 2003, 2007

Другие
- Включен журналом USA Today во вторую сборную США всех времен в 2003 году
- Его фотография была помещена на обложку игры NBA Live 2003.
- Баскетболист год в США 2007 года
- Журнал SLAM поставил его на 28 место из 50 среди величайших игроков всех времён

## Заработная плата
| Сезон   | Команда         | Зарплата, долл. |
| 1994/95 | Даллас Маверикс | 2 770 800       |
| 1995/96 | Даллас Маверикс | 3 588 000       |
| 1996/97 | Финикс Санз     | 4 408 000       |
| 1997/98 | Финикс Санз     | 5 223 333       |
| 1998/99 | Финикс Санз     | 6 041 000       |
| 1999/00 | Финикс Санз     | 6 858 335       |
| 2000/01 | Финикс Санз     | 7 680 000       |
| 2001/02 | Нью-Джерси Нетс | 8 447 500       |
| 2002/03 | Нью-Джерси Нетс | 9 265 000       |
| 2003/04 | Нью-Джерси Нетс | 13 152 000      |
| 2004/05 | Нью-Джерси Нетс | 14 796 000      |
| 2005/06 | Нью-Джерси Нетс | 16 440 000      |
| 2006/07 | Нью-Джерси Нетс | 18 084 000      |
| 2007/08 | Даллас Маверикс | 19 728 000      |
| 2008/09 | Даллас Маверикс | 21 372 000      |
| 2009/10 | Даллас Маверикс | 8 000 000       |
| 2010/11 | Даллас Маверикс | 8 610 500       |
| 2011/12 | Даллас Маверикс | 10 121 000      |
| 2012/13 | Нью-Йорк Никс   | 3 090 000       |
| Всего   |                 | 187 675 468     |

## Статистика

### Статистика в НБА
| Сезон                                                                                    | Команда    | Регулярный сезон | Регулярный сезон | Регулярный сезон | Регулярный сезон | Регулярный сезон | Регулярный сезон | Регулярный сезон | Регулярный сезон | Регулярный сезон | Регулярный сезон | Регулярный сезон | Серия плей-офф | Серия плей-офф | Серия плей-офф | Серия плей-офф | Серия плей-офф | Серия плей-офф | Серия плей-офф | Серия плей-офф | Серия плей-офф | Серия плей-офф | Серия плей-офф |
| Сезон                                                                                    | Команда    | GP               | GS               | MPG              | FG%              | 3P%              | FT%              | RPG              | APG              | SPG              | BPG              | PPG              | GP             | GS             | MPG            | FG%            | 3P%            | FT%            | RPG            | APG            | SPG            | BPG            | PPG            |
| ---------------------------------------------------------------------------------------- | ---------- | ---------------- | ---------------- | ---------------- | ---------------- | ---------------- | ---------------- | ---------------- | ---------------- | ---------------- | ---------------- | ---------------- | -------------- | -------------- | -------------- | -------------- | -------------- | -------------- | -------------- | -------------- | -------------- | -------------- | -------------- |
| 1994/95                                                                                  | Даллас     | 79               | 79               | 33,8             | 38,5             | 27,2             | 69,8             | 5,4              | 7,7              | 1,9              | 0,3              | 11,7             | Не участвовал  | Не участвовал  | Не участвовал  | Не участвовал  | Не участвовал  | Не участвовал  | Не участвовал  | Не участвовал  | Не участвовал  | Не участвовал  | Не участвовал  |
| 1995/96                                                                                  | Даллас     | 81               | 81               | 37,5             | 38,1             | 33,6             | 69,2             | 6,8              | 9,7              | 2,2              | 0,3              | 16,6             | Не участвовал  | Не участвовал  | Не участвовал  | Не участвовал  | Не участвовал  | Не участвовал  | Не участвовал  | Не участвовал  | Не участвовал  | Не участвовал  | Не участвовал  |
| 1996/97                                                                                  | Даллас     | 22               | 22               | 36,0             | 36,9             | 32,3             | 66,7             | 4,1              | 9,1              | 2,0              | 0,4              | 9,9              | Не участвовал  | Не участвовал  | Не участвовал  | Не участвовал  | Не участвовал  | Не участвовал  | Не участвовал  | Не участвовал  | Не участвовал  | Не участвовал  | Не участвовал  |
| 1996/97                                                                                  | Финикс     | 33               | 23               | 35,6             | 42,3             | 40,0             | 68,8             | 4,8              | 9,0              | 2,4              | 0,4              | 11,6             | 5              | 5              | 41,4           | 39,6           | 36,4           | 52,6           | 6,0            | 9,8            | 2,2            | 0,4            | 12,0           |
| 1997/98                                                                                  | Финикс     | 82               | 82               | 38,0             | 41,6             | 31,3             | 79,9             | 6,2              | 9,1              | 2,0              | 0,3              | 11,6             | 4              | 4              | 42,8           | 37,9           | 0,0            | 81,3           | 5,8            | 7,8            | 4,0            | 0,5            | 14,3           |
| 1998/99                                                                                  | Финикс     | 50               | 50               | 41,2             | 44,4             | 36,6             | 75,7             | 6,8              | 10,8             | 2,3              | 0,4              | 16,9             | 3              | 3              | 42,0           | 41,9           | 25,0           | 71,4           | 2,3            | 10,3           | 1,7            | 0,3            | 15,0           |
| 1999/00                                                                                  | Финикс     | 67               | 67               | 39,0             | 40,9             | 33,7             | 82,9             | 7,2              | 10,1             | 2,0              | 0,4              | 14,3             | 6              | 6              | 38,2           | 40,0           | 36,4           | 77,8           | 6,7            | 8,8            | 1,8            | 0,2            | 9,8            |
| 2000/01                                                                                  | Финикс     | 77               | 76               | 39,8             | 41,1             | 29,7             | 81,4             | 6,4              | 9,8              | 2,2              | 0,3              | 16,9             | 4              | 4              | 41,5           | 31,9           | 23,5           | 75,0           | 6,0            | 13,3           | 2,0            | 0,0            | 14,3           |
| 2001/02                                                                                  | Нью-Джерси | 82               | 82               | 37,3             | 39,1             | 32,1             | 81,4             | 7,3              | 9,9              | 2,1              | 0,2              | 14,7             | 20             | 20             | 40,2           | 41,5           | 18,9           | 80,8           | 8,2            | 9,1            | 1,7            | 0,4            | 19,6           |
| 2002/03                                                                                  | Нью-Джерси | 80               | 80               | 37,4             | 41,4             | 34,1             | 84,1             | 6,3              | 8,9              | 2,2              | 0,3              | 18,7             | 20             | 20             | 42,6           | 40,2           | 32,7           | 82,5           | 7,7            | 8,2            | 1,8            | 0,2            | 20,1           |
| 2003/04                                                                                  | Нью-Джерси | 67               | 66               | 36,6             | 38,4             | 32,1             | 82,7             | 6,4              | 9,2              | 1,8              | 0,2              | 15,5             | 11             | 11             | 43,2           | 33,3           | 20,8           | 81,1           | 6,6            | 9,0            | 2,3            | 0,5            | 12,6           |
| 2004/05                                                                                  | Нью-Джерси | 66               | 65               | 36,9             | 39,8             | 36,0             | 74,0             | 7,4              | 8,3              | 1,9              | 0,1              | 14,4             | 4              | 4              | 45,5           | 38,8           | 36,7           | 54,5           | 9,0            | 7,3            | 2,5            | 0,0            | 17,3           |
| 2005/06                                                                                  | Нью-Джерси | 80               | 80               | 37,2             | 40,4             | 35,2             | 79,5             | 7,3              | 8,4              | 1,9              | 0,4              | 13,3             | 11             | 11             | 40,9           | 37,1           | 30,0           | 82,6           | 7,6            | 9,6            | 1,5            | 0,2            | 12,0           |
| 2006/07                                                                                  | Нью-Джерси | 80               | 80               | 36,7             | 40,6             | 34,3             | 77,8             | 8,2              | 9,2              | 1,6              | 0,3              | 13,0             | 12             | 12             | 40,3           | 43,2           | 42,0           | 52,0           | 10,9           | 10,9           | 1,8            | 0,4            | 14,6           |
| 2007/08                                                                                  | Нью-Джерси | 51               | 51               | 37,1             | 36,6             | 35,6             | 82,0             | 8,1              | 10,4             | 1,5              | 0,3              | 11,3             | Не участвовал  | Не участвовал  | Не участвовал  | Не участвовал  | Не участвовал  | Не участвовал  | Не участвовал  | Не участвовал  | Не участвовал  | Не участвовал  | Не участвовал  |
| 2007/08                                                                                  | Даллас     | 29               | 29               | 34,9             | 42,6             | 46,1             | 81,5             | 6,5              | 9,5              | 2,1              | 0,4              | 9,9              | 5              | 5              | 36,1           | 42,1           | 46,2           | 62,5           | 6,4            | 6,8            | 1,4            | 0,4            | 8,6            |
| 2008/09                                                                                  | Даллас     | 81               | 81               | 35,6             | 41,6             | 40,6             | 81,9             | 6,2              | 8,7              | 2,0              | 0,5              | 9,0              | 10             | 10             | 38,6           | 45,8           | 44,7           | 85,0           | 5,8            | 5,9            | 2,2            | 0,3            | 11,4           |
| 2009/10                                                                                  | Даллас     | 80               | 80               | 36,0             | 42,3             | 42,5             | 80,8             | 5,6              | 9,1              | 1,8              | 0,4              | 10,3             | 6              | 6              | 40,5           | 30,4           | 32,1           | 91,7           | 6,8            | 7,0            | 2,3            | 0,2            | 8,0            |
| 2010/11                                                                                  | Даллас     | 80               | 80               | 33,2             | 36,1             | 34,0             | 87,0             | 4,4              | 8,2              | 1,7              | 0,4              | 7,9              | 21             | 21             | 35,4           | 39,8           | 37,4           | 80,0           | 4,5            | 7,3            | 1,9            | 0,5            | 9,3            |
| 2011/12                                                                                  | Даллас     | 48               | 48               | 28,7             | 36,3             | 35,4             | 78,6             | 4,1              | 5,5              | 1,7              | 0,2              | 6,2              | 4              | 4              | 35,9           | 34,1           | 34,6           | 90,0           | 6,0            | 6,0            | 3,0            | 0,3            | 11,5           |
| 2012/13                                                                                  | Нью-Йорк   | 76               | 48               | 26,9             | 37,2             | 35,1             | 83,3             | 4,3              | 3,3              | 1,6              | 0,3              | 6,0              | 12             | 0              | 20,6           | 12,0           | 17,6           | 100,0          | 3,5            | 2,0            | 1,0            | 0,3            | 0,9            |
|                                                                                          | Всего      | 1391             | 1350             | 36,0             | 40,0             | 34,9             | 78,5             | 6,3              | 8,7              | 1,9              | 0,3              | 12,6             | 158            | 146            | 38,5           | 39,1           | 32,2           | 78,1           | 6,7            | 8,0            | 1,9            | 0,3            | 12,9           |
| Наведите курсор мыши на аббревиатуры в заголовке таблицы, чтобы прочесть их расшифровку. |            |                  |                  |                  |                  |                  |                  |                  |                  |                  |                  |                  |                |                |                |                |                |                |                |                |                |                |                |

### Статистика в NCAA
| Сезон | Команда    | Conf   | Class | GP | GS | MPG  | FG%  | 3P%  | FT%  | RPG | APG | SPG | BPG | PPG  |
| --- | ---------- | ------ | ----- | -- | -- | ---- | ---- | ---- | ---- | --- | --- | --- | --- | ---- |
| 1992/93 | Калифорния | Pac-10 | FR    | 29 | 28 | 31,8 | 46,3 | 28,6 | 65,7 | 4,9 | 7,7 | 3,8 | 0,3 | 13,0 |
| 1993/94 | Калифорния | Pac-10 | SO    | 30 | 29 | 35,1 | 47,2 | 36,2 | 69,2 | 6,9 | 9,1 | 3,1 | 0,3 | 16,7 |
| Всего | Всего      | Всего  | Всего | 59 | 57 | 33,5 | 46,8 | 33,3 | 67,7 | 5,9 | 8,4 | 3,5 | 0,3 | 14,9 |
| Наведите курсор мыши на аббревиатуры в заголовке таблицы, чтобы прочесть их расшифровку Статистика приведена с сайта sports-reference.com |            |        |       |    |    |      |      |      |      |     |     |     |     |      |